# Форель мармурова
Форель мармурова (Salmo marmoratus) — вид променеперих риб родини лососевих (Salmonidae).

## Опис
Риба виростає 30—70 см завдовжки, максимально відомі розміри — 120 см завдовжки і 22,5 кг вагою. Від інших видів форелі відрізняється золотисто-оливковим з мармуровим малюнком. У старих зразків плавці забарвлені в помаранчевий колір. Деякі екземпляри мають сині плями навколо голови та на зябрах. Забарвлення менших зразків оманливо схожа на забарвлення тріски. У нього відносно великі зуби.

## Поширення
Прісноводний, бентопелагічний, субтропічний вид. Поширений в річках басейну Адріатичного моря. Трапляється на півночі Італії в притоках річки По, в річках Адідже, Брента, П'яве, Тальяменто; в Словенії (річка Соча), в Хорватії та Боснії і Герцоговині (річка Неретва), в Чорногорії (річка Морача) і на півдні Швейцарії.

## Спосіб життя
Харчується переважно меншою рибою та донними безхребетними. Природним середовищем існування є річки з літньою температурою не вище 15 °C.

## Охорона
На більшій частині ареалу стан природних популяцій виду залишається більш-менш стабільним. Але в окремих регіонах спостерігається тенденція до зниження чисельності популяції виду. Тому форель мармурова занесена до Директиви Європейського Союзу 92/43/ЄС «Про збереження природних оселищ та видів природної фауни і флори» (Додаток II. Види рослин і тварин, що становлять особливий інтерес для Європейського Союзу, збереження яких потребує створення територій особливої охорони).